# 拉拉山

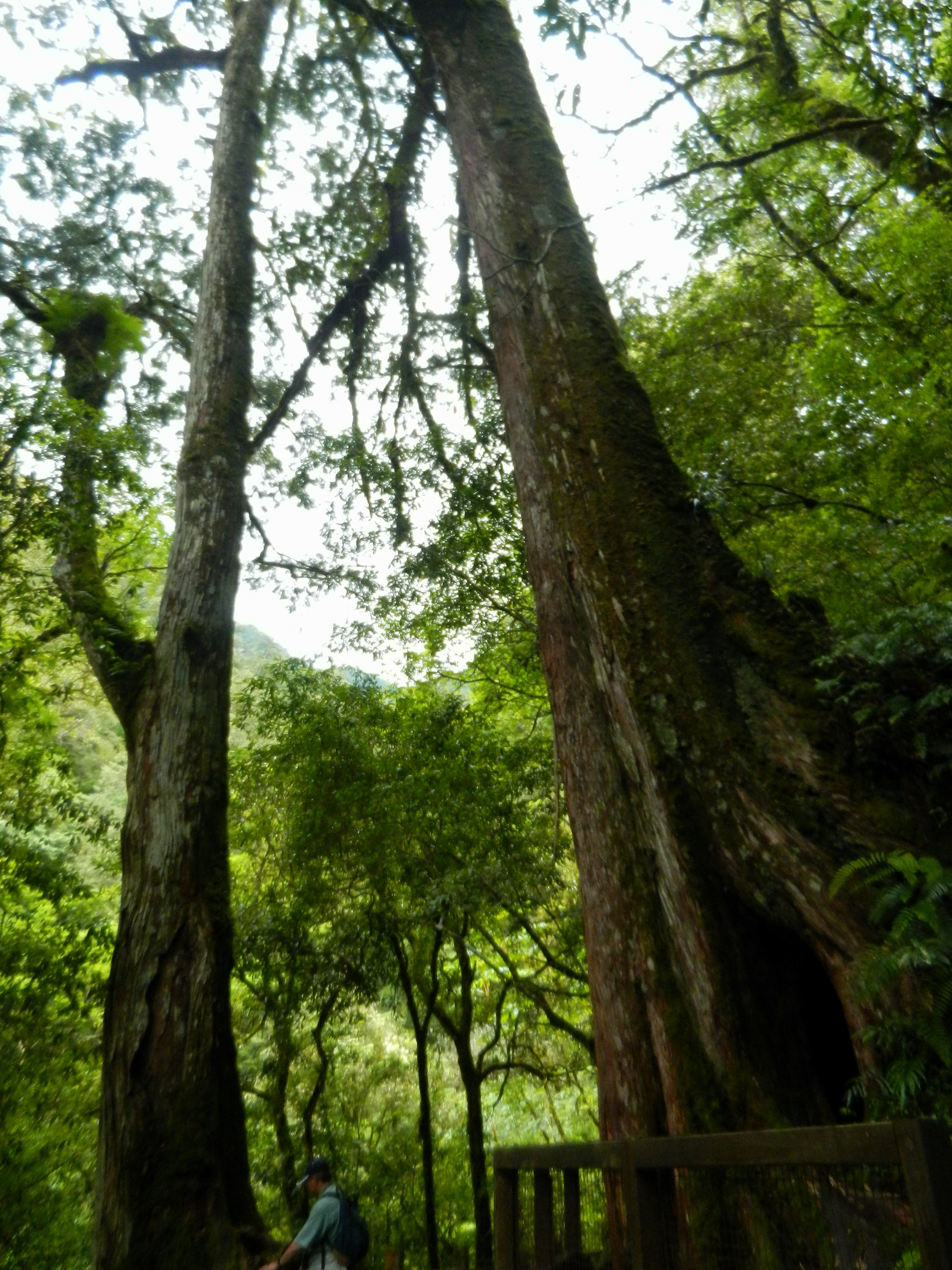
拉拉山

拉拉山，又名達觀山，位於臺灣桃園市復興區和新北市烏來區交界，海拔2,031公尺。原名「拉拉」一詞音譯自泰雅語 R'ra，一說其有踮腳眺望遠方之意，因該地地勢高，是早期當地泰雅族部落男性守望部落、監控敵方入侵的制高點，故而得名。但是根據日治時期森丑之助的實地踏查，「拉拉」在泰雅語是「刀」之意，「拉拉山」亦即「劍岳」。1975年省政府更名為達觀山。

## 拉拉山自然保護區

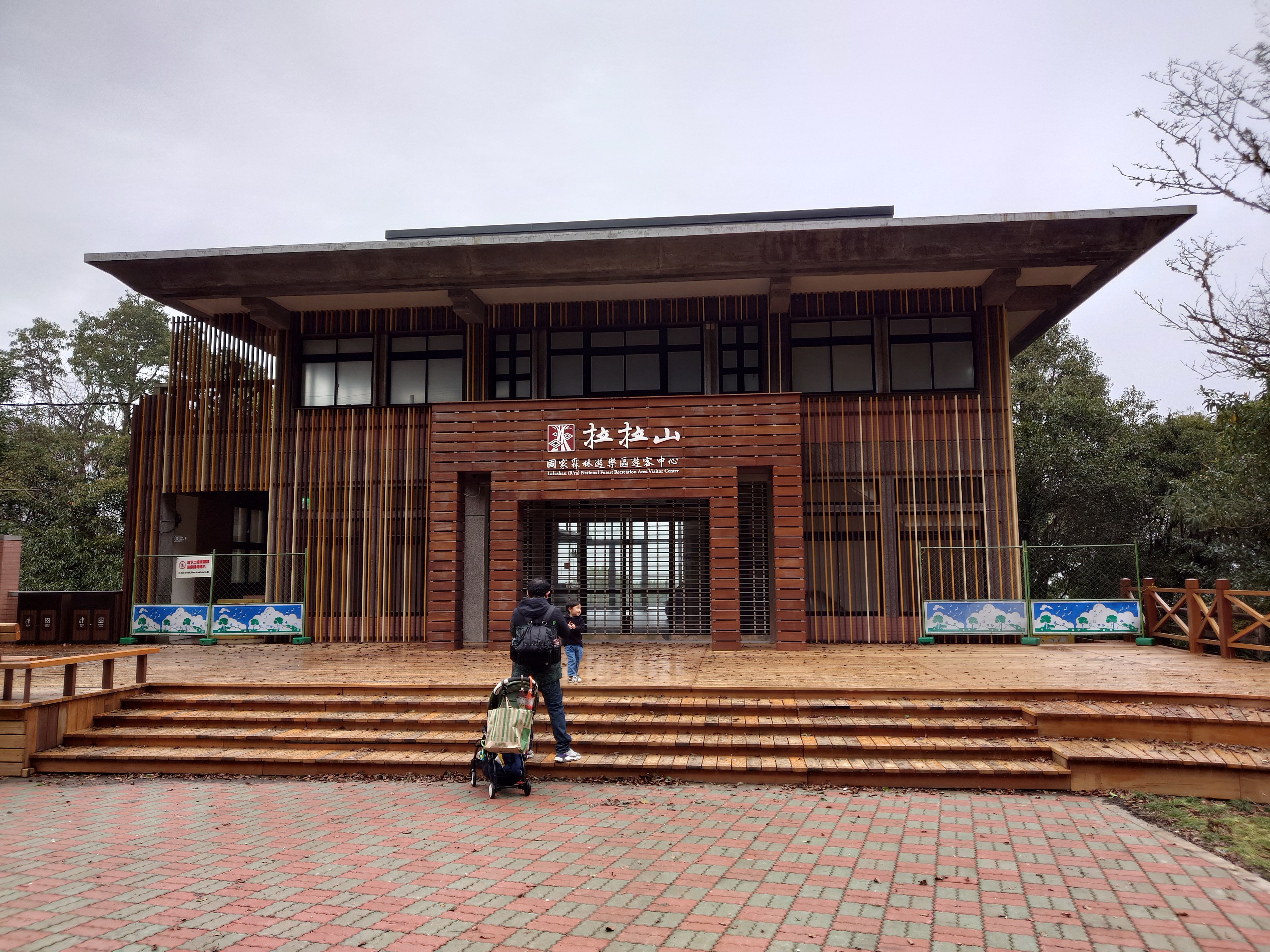
拉拉山國家森林遊樂區遊客中心

1986年行政院農業委員會林務局成立「拉拉山自然保護區」（又稱「達觀山自然保護區」）於該山與塔曼山稜線南側地區，屬於國有林自然保護區，總面積約為75公頃，涵蓋範圍包含北橫上巴陵一帶的鄰近山區，已將保護區內的檜木巨木群、山毛櫸、台灣扁柏、台灣黑熊、台灣獼猴、帝雉、水鹿等動植物列為保育類。
拉拉山自然保護區是北台灣著名的國有生態旅遊景點之一，動植物品種豐富，自然保護區內育有紅檜群、扁柏、青楓、山毛櫸、闊葉混合林以及天然林等樹種，其中深受關注的是區內的22株神木，其樹齡高達500至3000年不等，散布於全長3.7公里的景觀步道旁。物種方面，諸如紅檜、山毛櫸、扁柏、台灣黑熊、獼猴、帝雉等，已被列為國家保育物種。園區內設有自然生態解說館，展示各類動植物的圖片與標本，並有專人解說服務。此外還包括參觀步道、檜香小徑及達觀亭等設施。拉拉山自然保護區是國內極少數開放供遊憩使用之自然保護區，各項遊憩活動已對環境資源造成相當程度之衝擊，並危及巨木群之存活，為防止過度開發，僅開放其中占地約30公頃的神木區。
2023年林務局宣佈2023年第二季將轉型為「拉拉山國家森林遊樂區」，屆時園區有81.59公頃，海拔1400到1900公尺。